# Collegio plurinominale Emilia-Romagna - 01 (Camera dei deputati 2020)
Il collegio elettorale plurinominale Emilia-Romagna - 01 è un collegio elettorale plurinominale della Repubblica italiana per l'elezione della Camera dei deputati.

## Territorio
Come previsto dalla legge n. 51 del 27 maggio 2019, il collegio è stato definito tramite decreto legislativo all'interno della circoscrizione Emilia-Romagna.
Il collegio comprende la zona definita dai tre collegi uninominali Emilia-Romagna - 01 (Piacenza), Emilia-Romagna - 02 (Parma) e Emilia-Romagna - 03 (Reggio nell'Emilia) quindi tutto il territorio delle province di Piacenza e di Parma e quello della provincia di Reggio Emilia ad esclusione dei 3 comuni di Baiso, Casalgrande e Castellarano.

## XIX legislatura

### Risultati elettorali
|                               | Fratelli d'Italia                                       | 161 672 | 26,24 | 2 | 258 686 | 41,99 | 2 |  |  |
|                               | Lega per Salvini Premier                                | 52 464  | 8,52  | – | 258 686 | 41,99 | 2 |  |  |
|                               | Forza Italia                                            | 40 979  | 6,65  | – | 258 686 | 41,99 | 2 |  |  |
|                               | Noi Moderati                                            | 3 571   | 0,58  | – | 258 686 | 41,99 | 2 |  |  |
|                               | Partito Democratico - Italia Democratica e Progressista | 155 476 | 25,24 | 2 | 203 898 | 33,10 | 1 |  |  |
|                               | Alleanza Verdi e Sinistra                               | 26 113  | 4,24  | – | 203 898 | 33,10 | 1 |  |  |
|                               | +Europa                                                 | 20 187  | 3,28  | – | 203 898 | 33,10 | 1 |  |  |
|                               | Impegno Civico – Centro Democratico                     | 2 122   | 0,34  | – | 203 898 | 33,10 | 1 |  |  |
|                               | Movimento 5 Stelle                                      | 62 115  | 10,08 | – | 62 115  | 10,08 | – |  |  |
|                               | Azione - Italia Viva                                    | 53 155  | 8,63  | 1 | 53 155  | 8,63  | – |  |  |
|                               | Italexit                                                | 11 010  | 1,79  | – | 11 010  | 1,79  | – |  |  |
|                               | Italia Sovrana e Popolare                               | 8 738   | 1,42  | – | 8 738   | 1,42  | – |  |  |
|                               | Unione Popolare                                         | 7 988   | 1,30  | – | 7 988   | 1,30  | – |  |  |
|                               | Vita                                                    | 5 371   | 0,87  | – | 5 371   | 0,87  | – |  |  |
|                               | Partito Animalista – UCDL – 10 Volte Meglio             | 3 713   | 0,60  | – | 3 713   | 0,60  | – |  |  |
|                               | Sud chiama Nord                                         | 711     | 0,12  | – | 711     | 0,12  | – |  |  |
|                               | Noi di Centro – Europeisti                              | 628     | 0,10  | – | 628     | 0,10  | – |  |  |
| Totale                        | Totale                                                  | 616 013 | 100   | 5 | 616 013 | 100   | 3 |  |  |
|                               |                                                         |         |       |   |         |       |   |  |  |
| Voti non validi               | Voti non validi                                         | 23 746  | 3,71  |   |         |       |   |  |  |
| Votanti                       | Votanti                                                 | 639 759 | 71,18 |   |         |       |   |  |  |
| Elettori                      | Elettori                                                | 898 807 |       |   |         |       |   |  |  |
|                               |                                                         |         |       |   |         |       |   |  |  |
| Data: 25 settembre 2022       |                                                         |         |       |   |         |       |   |  |  |
| Fonte: Ministero dell'interno |                                                         |         |       |   |         |       |   |  |  |

### Eletti

#### Eletti nei collegi uninominali
Eletti nella coalizione di centro-destra (FdI - Lega - FI - NM)
     Eletti nella coalizione di centro-sinistra (PD-IDP - AVS - +E - IC-CD)
| Collegio uninominale | Eletto | Eletto          | Partito             |
| -------------------- | ------ | --------------- | ------------------- |
| 1. Piacenza          |        | Tommaso Foti    | Fratelli d'Italia   |
| 2. Parma             |        | Laura Cavandoli | Lega                |
| 3. Reggio Emilia     |        | Ilenia Malavasi | Partito Democratico |

#### Eletti nella quota proporzionale
| Fratelli d'Italia              | Partito Democratico-IDP       | Azione - Italia Viva |
| ------------------------------ | ----------------------------- | -------------------- |
|                                |                               |                      |
| Ylenja Lucaselli Gaetana Russo | Paola De Micheli Andrea Rossi | Matteo Richetti      |